# 운동 신경세포

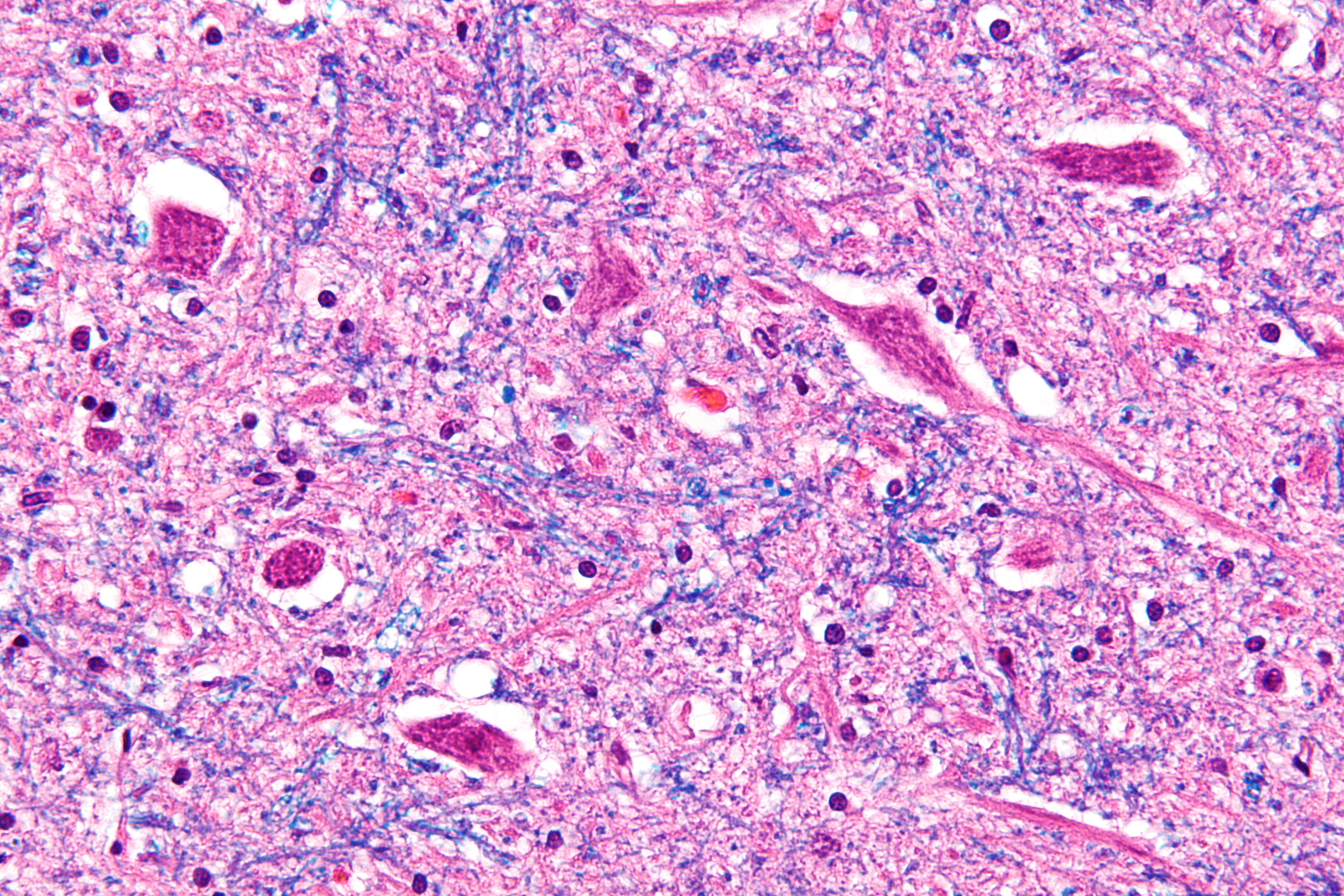

운동 신경세포 (運動神經細胞, motor neuron 또는 efferent neuron 또는 motoneuron) 또는 운동 뉴런은  뇌와 척수에서 일어난 운동 자극을 근육이나 샘에 전달하는 신경 세포이다.

## 상세
운동 뉴런은 세포체가 운동 피질, 뇌간 또는 척수에 위치하며 축삭(섬유)이 척수 또는 척수 외부로 돌출하여 작동 기관을 직간접적으로 제어하는 뉴런이다. 주로 근육과 땀샘 등에 분포한다.

### 위 운동
위 운동 신경 세포의 축삭 돌기는 척수의 연합 신경 세포로 시냅스를 이루고 때때로 아래 운동 신경 세포로 직접 시냅스를 연결시킨다.

### 아래 운동
아래 운동 신경 세포의 축삭 돌기는 척수에서 표적 장기로 신호를 전달하는 날신경섬유이다.  아래 운동 신경 세포의 유형에는 알파 운동 신경 세포(alpha motor neurons), 베타 운동 신경 세포(beta motor neurons), 감마 운동 신경 세포(gamma motor neurons)가 있다.

### 단일 운동
단일 운동 신경 세포는 많은 근육 섬유를 자극할 수 있으며 근육 섬유는 단일 근육 수축에 걸리는 시간 동안 많은 활동 전위를 겪을 수 있다. 신경 분포는 신경근 접합부에서 일어나며, 공간가중(spatial summation)과
시간가중(temporal summation)의  가중 효과(summation effect) 또는 강직성 연축(tetanic contraction)의 결과로 수축이 겹쳐질 수 있다. 개별 경련은 구별할 수 없게 될 수 있으며 긴장이 완만하게 상승하여 결국 정점에 도달한다.

## 같이 보기
- 감각신경 (sensory nerve)
- 운동 신경 (motor nerve)
- 들신경섬유 (afferent nerve fiber)
- 날신경섬유 (efferent nerve fiber)
- 감각 신경세포 (sensory neuron)